# تل حداد
تل حداد وكانت تسمى في عصور ماقبل التاريخ بمي توران هو موقع أثري في محافظة ديالى العراقية يتألف من تل حداد الحديث وتلين تل السيب (أو تل السيب). تم التنقيب عنه كجزء من مشروع إنقاذ سد حمرين .

## تاريخ
كانت مدينة مي-توران مأهولة في فترة إيسن-لارسا (المستوى 4)، والفترة البابلية القديمة (المستوى 2 و 3)، والفترة الكاشية، والفترة الآشورية الحديثة (المستوى 1). تأسست في أوائل الألفية الثانية قبل الميلاد في عهد إيسين-لارسا، وكانت تحت سيطرة إشنونا في عهد العديد من ملوك تلك المدينة. ومع صعود بابل أصبحت مدينة مي-توران تحت سيطرة تلك المدينة. بعد نهاية العصر البابلي القديم ظلت المدينة مهملة حتى العصر الآشوري الحديث، باستثناء بعض المساكن السكنية من العصر الكاشي. وعلى السطح كان هناك تسعة أفران بارثية .

## علم الآثار
تل حداد هو تل يبلغ ارتفاعه 6 أمتار ويعد أكبر موقع في المنطقة بعد تل بردعان الذي يقع على بعد 350 متراً شرقه. أما التلتان القريبتان من تل السيب فهما أصغر حجماً. لقد شكلوا معًا المدينة القديمة. بدأت أعمال التنقيب في تل السيب عام 1978 حيث تم العثور على عدد من الألواح ولوحة ألعاب. تم التنقيب في الموقع بالكامل على يد نائل حنون وبرهان شاكر ابتداءً من عام 1979. وانتهت الأعمال في عام 1984 عندما غمرت المياه الموقع. وفي المجمل تم العثور على حوالي 1000 لوح مسماري، 745 منها من تل السيب. وفي الطبقة الأدنى، فوق التربة البكر، تم العثور على جرة تحتوي على 34 لوحًا تحتوي على أسماء سنوات ثلاثة ملوك من إشنونة ، من قبل أن يتم غزو المنطقة من قبل بابل.

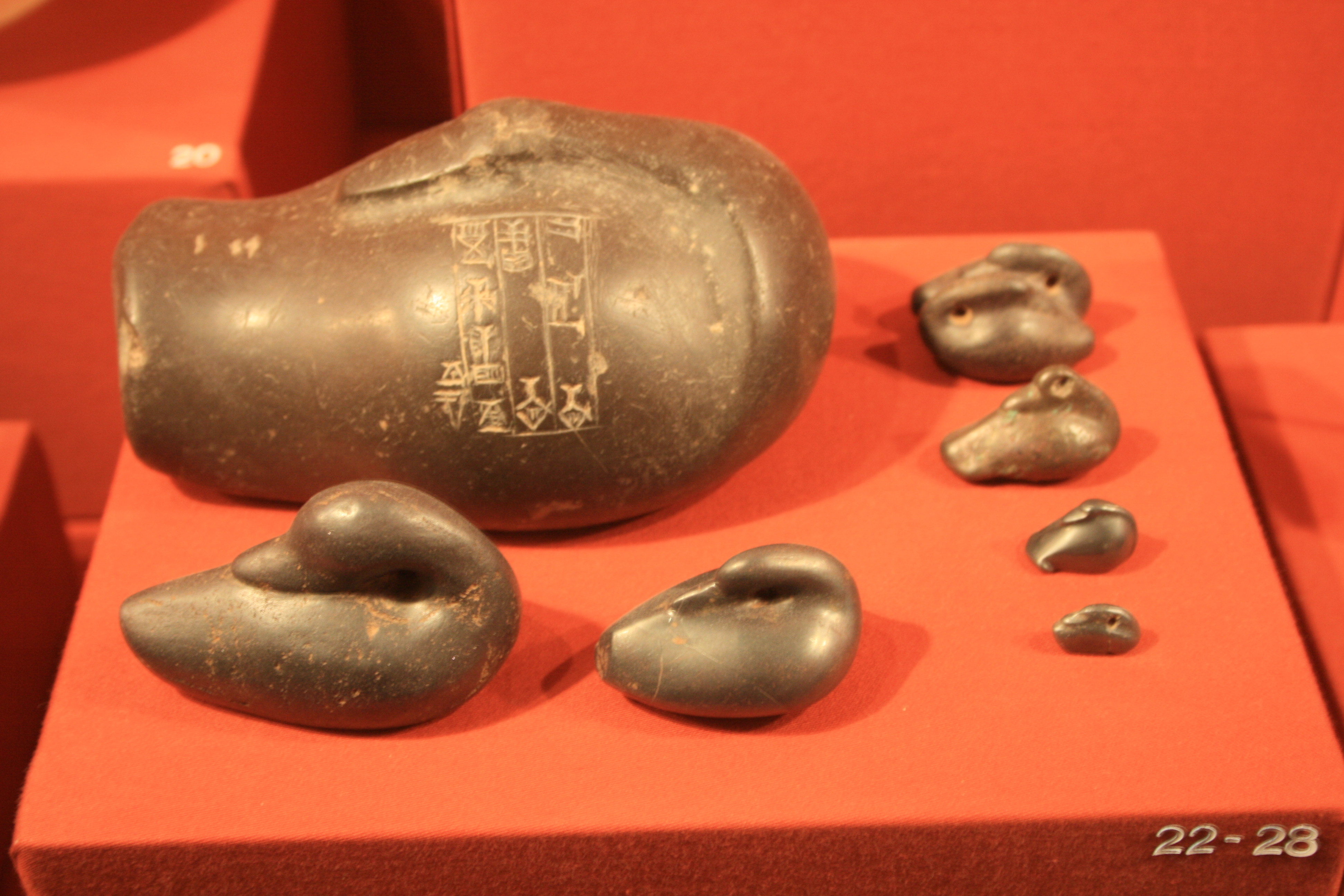
أوزان على شكل بطة على الطراز الرافديني النموذجي، مصنوعة من البرونز أو الهيماتيت أو المغنتيت

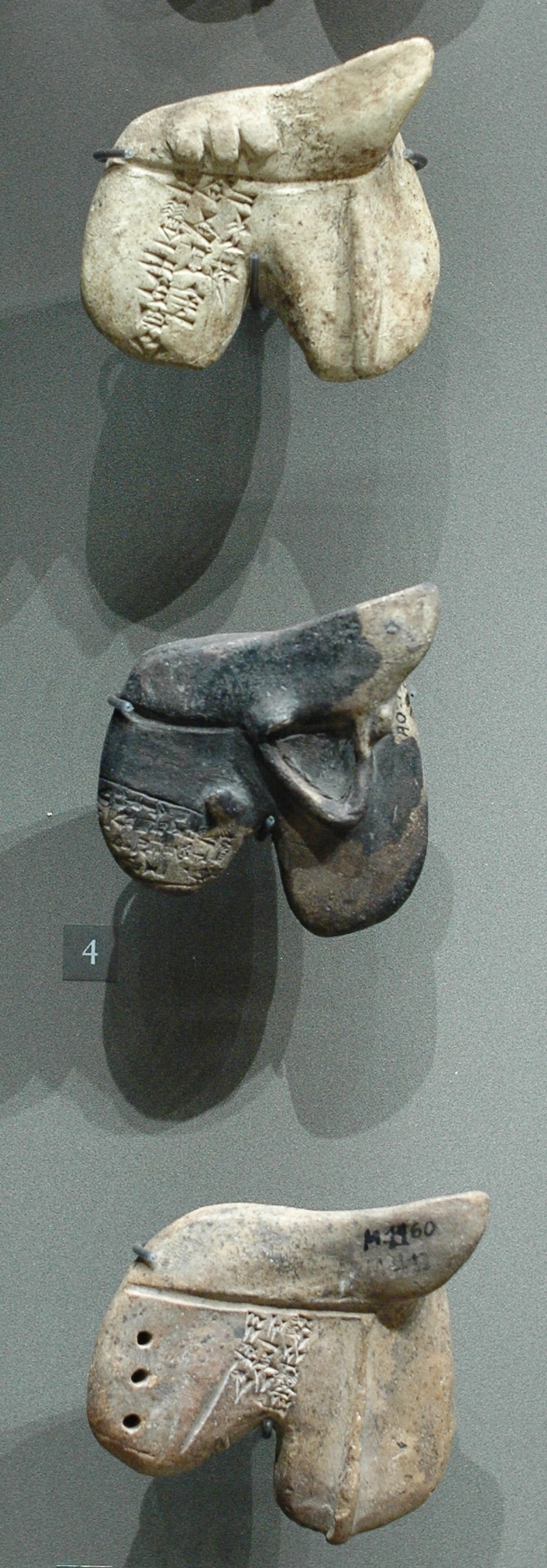
نماذج من كبد الأغنام الطينية المكتوبة باللهجة المحلية باللغة الأكادية ، تم العثور عليها في القصر في ماري ، ويرجع تاريخها إلى القرن التاسع عشر أو الثامن عشر قبل الميلاد. تم العثور على قطع أثرية مشابهة لهذه في تل حداد

في العصر البابلي القديم كانت المدينة محاطة بسور مدينة عرضه أربعة أمتار مع أبراج. تشمل الاكتشافات من العصر البابلي القديم وزن بطة، ونموذجين لكبد محترق ، وعدد كبير من الألواح المسمارية والقطع الأثرية. يوجد عدد كبير من النصوص باللغة الأكادية، معظمها ذات محتوى اقتصادي ولكنها تتضمن نصوصًا طبية ورياضية وتعويذية. تتضمن إحدى الألواح الرياضية (IM 95771) مسألة تتعلق بخزان مياه على شكل شبه منحرف مقسم إلى خمسة أقسام متساوية الطول. أما الباقي فهو مكتوب باللغة السومرية ويتضمن نصوصًا أدبية مثل جلجامش وثور السماء بالإضافة إلى جزء جديد من قوانين إشنونا . تم التنقيب عن مساكن تعود إلى فترة الكاشيين. تم العثور على معبد آشوري جديد يعود تاريخه إلى عهد آشور بانيبال ، إي-شاهولا، مخصص لنركال . تبلغ أبعاد المعبد 80 متراً في 47 متراً وقد دمره الحريق. كما تم العثور على نقش لسرجون الثاني .

## قراءة إضافية
- حنون، ن. 1982. تل السيب وتل حداد، مجلة علوم الأرض 2، ص 5-6.
- سليمان، ب. س. 2003-2004. نتائج التنقيب في تل حداد، سومر 52، 89-143
- د. فوزي رشيد، "نص ملكي من تل حداد"، سومر 37 (1981)، المجلد الأول - المجلد الثاني (القسم العربي)
- الجبوري، رياض إبراهيم م. نصوص مسمارية غير منشورة من العصر البابلي القديم - تل السيب. ديس. جامعة بغداد 2019